# Travolta Waterhouse
Travolta Paparino Waterhouse (ur. 19 września 1978) – samoański judoka. Olimpijczyk z Sydney 2000, gdzie zajął trzynaste miejsce w wadze lekkiej.
Uczestnik mistrzostw świata w 1999 i 2001. Startował w Pucharze Świata w 2010. Brązowy medalista igrzysk Pacyfiku w 2003 roku.
Jego bratem jest Benjamin Waterhouse, judoka i uczestnik igrzysk w 2016 roku.

## Letnie Igrzyska Olimpijskie 2000
| Konkurencja | Eliminacje                 | Repasaże              | Klas. końcowa |
| Konkurencja | Przeciwnik I               | Przeciwnik I          | Miejsce       |
| ----------- | -------------------------- | --------------------- | ------------- |
| 73 kg       | Giuseppe Maddaloni (ITA) P | Hassen Moussa (TUN) P | 13.           |